# Hibbertia nymphaea
Hibbertia nymphaea är en tvåhjärtbladig växtart som beskrevs av Friedrich Ludwig Diels. Hibbertia nymphaea ingår i släktet Hibbertia och familjen Dilleniaceae. Inga underarter finns listade i Catalogue of Life.